# Karni Singh de Bikaner

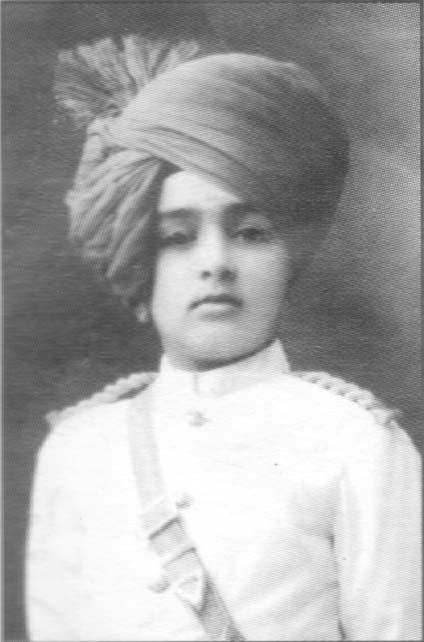
El maharajà quan era un nen

Karni Singh de Bikaner (formalment Maharajadhiraj Raj Rajeshwar Narendra Shiromani Maharajah Sri Karni Singh Bahadur) (Bikaner 21 d'abril de 1924-4 de setembre de 1988) fou el 23è maharajà del principat de Bikaner, fill gran del tinent general maharajà Sadul Singh, home d'estat i un dels arquitectes de la unitat Índia, al qual va succeir al càrrec el 1950.
Es va educar primer a Bikaner i després al col·legi de Sant Esteve (Saint Stephen College) de Delhi i al de Sant Xavier (Saint Xavier College) de Bombai, i va obtenir el doctorat en filosofia per la universitat de Bombai per la seva tesi "Les relacions entre la casa de Bikaner i els poders centrals del 1465 al 1949".
El 25 de febrer de 1944 es va casar amb la princesa Sushila Kumari, filla del maharawal Laxman Singh de Dungarpur amb la que va tenir un fill, el maharajà Narendra Singh (nascut el 13 de gener de 1946 i mort el 24 d'octubre del 2003), i dues filles, les princeses Rajyashree Kumari (nascuda el 4 de juny de 1953) i Madhulika Kumari (nascuda el 9 d'agost de 1956). El 1952 fou elegit diputat pel districte electoral de Bikaner (constituency) i fou rellegit quatre vegades a la Lok Sabha (Parlament de l'estat), fins al 1977, sempre com a independent. Va participar en diversos comitès parlamentaris, i va destacar pel suport a la llengua rajasthaní. Va donar suport a iniciatives com ajuts als aturats, educació obligatòria i gratuïta pels nens, i ajudes legals pels pobres, vells i malalts. Pels seus esforços es va obrir el Col·legi Mèdic de Bikaner. Tot el seu sou i complements com a parlamentari durant 25 anys el va destinar a ajuts i beques per estudiants pobres de Bikaner.
Fou el creador (1961) del Maharaja Rai Sanghji Trust que va posar en valor turístic el vell fort de Junagarh a Bikaner, un dels més bonics de l'Índia. La Casa de Bikaner a Mont Abu va esdevenir un hotel el 1962 (Palace Hotel). Després va crear el Maharaja Ganga Singhji Trust, entitat a la que es va transferir l'edifici i les terres annexes del Palau de Lallgarh (1972), esdevenint l'edifici un hotel que inclou també el Museu Sri Sadul. Altrament el maharajà va crear set fundacions de caritat.
Fou un esportista destacat en tir, que va representar a l'Índia en cinc olimpíades a Roma (1960), Tòquio (1964), Mèxic (1968), Múnic (1972) i Moscou (1980), i als campionats del món d'Oslo (1961), El Caire (1962, en el que va guanyar la medalla de plata), Wiesbaden (1966), Bolonya (1967) i Sant Sebastià (1969). També va representar a l'Índia en altres campionats com els Jocs Asiàtics de Tokio (1967), Seül (1971 on va guanyar una medalla d'or i una de bronze), Teheran (1974, on fou medalla de plata), Kuala Lumpur (1975, també medalla de plata) i Delhi (1982, en aquesta ocasió fou el portador de la bandera de la delegació índia i va obtenir medalla de plata). El 1961 va rebre el nomenament d'esportista indi de l'any i la medalla Arjuna, la més alta de l'esport indi.
Va morir el 1988.